# 부영로
부영로(Buyeong-ro)는 인천광역시 부평구에 있는 도로이다. 도로명은 공공시설의 명칭인 부영공원을 활용하여 명명되었던 것에서 유래하였다.

## 노선 정보
- 총 연장 : 2.058 km
- 기점 : 인천광역시 부평구 부평동 760-33
- 종점 : 인천광역시 부평구 부평동 388-1

## 지리

### 통과하는 지자체
- 부평구
  - 부평2동 - 산곡3동 - 산곡4동 - 부평1동[A]

### 접촉하는 도로
- 동수로 (직결)
- 경인로
- 동수북로
- 경원대로
- 부흥로
- 원적로

### 주변에 있는 시설
- 참조은내과
- 부평남부새마을금고 본점
- 죽이야기 부평삼능점
- 천사요양보호센터
- 부광의원
- CU 동수부영점
- 부평2동 행정복지센터
- 서영센스빌
- 부평감리교회
- 현대타운
- 대신맨션
- 부평공원
- 부원중학교
- 부원여자중학교
- 부평동아1단지아파트
- 부평동아2단지아파트
- 부평구 건강가정지원센터
- 부평동 한국아파트
- 산곡동 우성1~3차아파트
- 부평동 대림아파트
- OK골프연습장
- 산곡교회
- 마르지 않는샘
- 대림아파트 상가동
  - 대건신협 부평지점

#### 도로 구조물
- 남부고가교

## 관련 사항
- 도로 주변에는 캠프 마켓이라는 미군 부대[B]를 필두로, 부평제6종합창선이라는 철도가 깔려 있어 군사적 요충 시설과 인접해 있다.